# Forțele Armate Revoluționare din Columbia
Armate Revoluționare din Columbia a fost o mișcare de gherilă din Columbia implicată în conflictul armat columbian între anii 1964 și 2017. 